# Famille de Montbourcher
Cette page explique l’histoire ou répertorie les différents membres de la famille de Montbourcher.
La famille de Montbourcher est une famille d'ancienne chevalerie, originaire de Bretagne.

## Famille
Famille d'ancienne chevalerie, originaire de Bretagne (le manoir de Montbourcher se trouve à Vignoc, et le château de la Roche-Montbourcher à Cuguen), mais depuis longtemps liée à la famille de Laval. Geoffroy de Montbourcher est exécuteur du testament de Guy VII de Laval passé à Lyon en 1265 ; Jean de Montbourcher est écuyer dans la compagnie de Guy XIII de Laval, 1411. 
Déjà la Giguerie en Saint-Sulpice, la Corbière en Méral, le Pinel, et bientôt Le Perray en Montreuil ou le bois de Denazé, sont propriété de la famille.

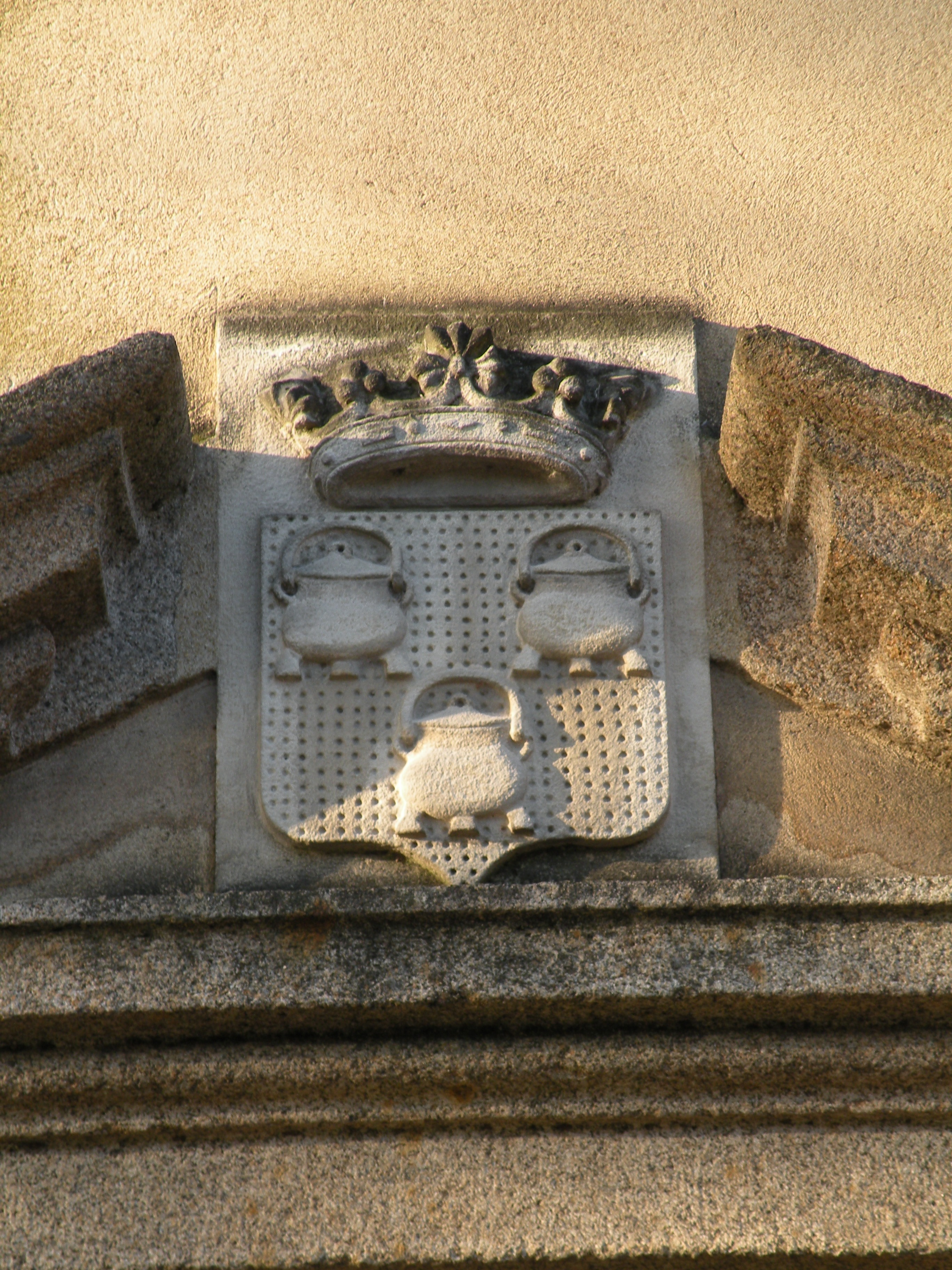
Blason à Rennes.

Les armes de la famille, sculptées au manoir du Perray (Montreuil) ou sur l’hôtel Montbourcher (place des Lices à Rennes) sont d'or à 3 channes ou marmites de gueules. Ils ont donné leur nom au Bois-Montbourcher, dans la commune de Chambellay, et au château de la Roche à Cuguen.

## Personnalités
- René (II) de Montbourcher, fils de François de Montbourcher et de Jeanne de Malestroit, marié avec sa lointaine cousine Françoise de Montbourcher du Lion-d'Angers, fut seigneur du Bordage[4], de la Corbière, du Bois de Denazé, de Saint-Amadour. Protestant et chargé par Anne d'Alègre, comtesse de Laval, de défendre Vitré assiégé par les Ligueurs, il mérita les félicitations qu'Henri IV lui envoya le 19 octobre 1589. Sa maison du Bordage avait été pillée par le duc de Mercœur qui voulait se venger de l'échec des siens devant Vitré. Montbourcher en porta plainte devant le parlement de Rennes. Le duc Henri de Montpensier, lieutenant général en Bretagne, lui donna commission pour lever une compagnie de gendarmes le 8 avril 1582 : « En août 1589, René de Montbourcher brûle les faubourgs de Vitré. Les soldats violent femmes et filles, pillent l'église Saint-Martin, emprisonnent les prêtres »[5] ; Par lettre du 10 juin 1597, Henri IV lui confia le gouvernement de Vitré et une compagnie de 50 hommes d'armes. Il était chevalier de l'ordre de Saint-Michel.
- René (III) de Montbourcher, fils aîné du précédent, baptisé en 1578, par Berni, ministre de Vitré, devint seigneur de Poligné, par son alliance le 10 octobre 1604 à l'église réformée de Laval avec Elisabeth du Boys de Mayneuf. Ils eurent un fils et cinq filles. Elisabeth, leur troisième fille, qui devait épouser Jean de Montgommery (fils de Gabriel II, fils lui-même de Gabriel Ier de Lorges : cf. le site Geneanet Pierfit), est baptisée le 24 décembre 1608 à l'église réformée de Laval.
- René (IV) de Montbourcher, fils du précédent, obtint l'érection en marquisat de la terre du Bordage, par lettres de mai 1656, enregistrées à Rennes le 13 octobre. Il épousa Marthe Durcot, dame de la Grève, dont :
- René (V) de Montbourcher, marquis du Bordage, seigneur de Poligné, du Lion d'Angers, baron de la Grève, maréchal de camp, colonel d'un régiment de cavalerie, fut tué au siège de Philippsbourg le 18 octobre 1688. Il avait épousé (contrat de juillet 1679 - ou 1669[6] ?) Élisabeth de Goyon, fille d'Amaury 3, marquis de La Moussaye, et d'Henriette-Catherine de la Tour d'Auvergne. D'où un fils et une fille :
- René-Amaury de Montbourcher, maître de camp de cavalerie, mourut célibataire à Paris le 19 mars 1744, aet 73 (né ca 1670-71). Sa sœur Henriette, née en 1672, mariée (1699) à François de Franquetot, hérita de ses biens.
- René Marie de Montbourcher

## Généalogie simplifiée
La Chesnaye-Desbois donne une généalogie pratiquement dépourvue de dates, d'après Le Laboureur, qui les fait descendre de la famille de Vitré, anciens souverains de Bretagne, au XIIe siècle. Elle a donné les branches du Plessis-Pillet (en Dourdain), du Bordage (à Ercé), et de La Maignanne.
```
 
Simon de Montbourcher
[
7
]
, Seigneur du Bordage, époux de 
Tiphaine de Champagne

    │
    └─> 
Sibille de Montbourcher
, épouse de Jean 
de Goyon
, sire de 
Matignon

                                   puis de 
Pierre de l'Hopital
, juge universel de Bretagne.
```